# Onomastus complexipalpis
Onomastus complexipalpis là một loài nhện trong họ Salticidae.
Loài này thuộc chi Onomastus. Onomastus complexipalpis được Fred R. Wanless miêu tả năm 1980.